# Aileen Manning
Aileen Manning (Boulder, 20 gennaio 1886 – Hollywood, 25 marzo 1946) è stata un'attrice statunitense conosciuta anche come Aileen Mannin.

## Filmografia
- Il figlio di papà (A Regular Fellow), regia di A. Edward Sutherland (1925)
- The Little Shepherd of Kingdom Come, regia di Wallace Worsley (1920)
- Heart of Twenty, regia di Henry Kolker (1920)
- Everybody's Sweetheart, regia di Alan Crosland e Laurence Trimble (1920)
- Her Husband's Friend, regia di Fred Niblo (1920)
- Home Stuff, regia di Albert Kelley (1921)
- Beauty's Worth, regia di Robert G. Vignola (1922)
- A Tailor-Made Man, regia di Joseph De Grasse (1922)
- Rags to Riches, regia di Wallace Worsley (1922)
- The Power of Love, regia di Nat G. Deverich, Harry K. Fairall (1922)
- Mixed Faces, regia di Rowland V. Lee (1922)
- Nobody's Money, regia di Wallace Worsley (1923)
- Main Street, regia di Harry Beaumont (1923)
- Her Marriage Vow, regia di Millard Webb (1924)
- Lovers' Lane, regia di William Beaudine, Phil Rosen (1924)
- The House of Youth, regia di Ralph Ince (1924)
- L'arrivista (The Snob), regia di Monta Bell (1924)
- The Bridge of Sighs, regia di Phil Rosen
- Enticement, regia di George Archainbaud (1925)
- Under the Rouge, regia di Lewis H. Moomaw (1925)
- Grazie! (Thank You), regia di John Ford (1925)
- Stella Maris, regia di Charles Brabin (1925
- The Boy Friend, regia di Monta Bell (1926)
- The Whole Town's Talking, regia di Edward Laemmle (1926)
- La capanna dello zio Tom (Uncle Tom's Cabin), regia di Harry A. Pollard (1927)
- L'uomo, la donna e il peccato (Man, Woman and Sin), regia di Monta Bell (1927)
- The Virgin Queen, regia di Roy William Neill - cortometraggio (1928)
- The Olympic Hero, regia di Roy William Neill (1928)
- Heart to Heart, regia di William Beaudine (1928)
- È suonata la libera uscita (Home, James), regia di William Beaudine (1928)
- Vacation Waves, regia di N.T. Barrows - cortometraggio (1928)
- A Single Man, regia di Harry Beaumont (1929)
- Sweetie, regia di Frank Tuttle (1929)
- La fiamma occulta (Weddings Rings), regia di William Beaudine (1929)
- The Third Alarm, regia di Emory Johnson (1930)
- Huckleberry Finn, regia di Norman Taurog (1931)
- Il passo del lupo (Range Law), regia di Phil Rosen (1931)